# Priscilla Heise
Priscilla Heise (* 11. Juni 1990) ist eine ehemalige französische Tennisspielerin.

## Karriere
Heise spielte vorrangig Turniere der ITF Women’s World Tennis Tour, wo sie einen Titel im Einzel gewonnen hat. Neben diesem Titel gehören drei weitere Finalteilnahmen zu ihrer Karrierebilanz.
2017 erreichte sie im Juni das Viertelfinale bei den Open Féminin de Marseille, im August das Achtelfinale bei den Montreux Ladies Open. 2018 erreicht sie im April das Halbfinale der Wiesbaden Tennis Open.
Als beste Weltranglistenpositionen konnte sie Platz 381 im Mai 2018 im Einzel und 676 im Dezember 2018 im Doppel erreichen.

## Turniersiege

### Einzel
| Nr. | Datum           | Turnier      | Kategorie   | Belag     | Finalgegnerin   | Ergebnis |
| --- | --------------- | ------------ | ----------- | --------- | --------------- | -------- |
| 1.  | 29. Januar 2017 | Saint Martin | ITF $15.000 | Hartplatz | Estelle Cascino | 6:2, 6:2 |

## Persönliches
Nach ihrer aktiven Karriere als Profi arbeitete Priscilla Heise als Tennistrainerin für einen Luxemburger Verein, bei dem sie Einzel- und Gruppentraining gab.